# Arghun
Arghun Khan (c. 1258 – 7 maart 1291) was de vierde koning van het Il-kanaat. Hij heerste over het Mongoolse deelrijk in Iran van 1284 tot 1291. Hij was de zoon van Abaqa en was net als zijn vader een vroom boeddhist en stond welwillend ten opzichte van de christenen in zijn rijk.
Hij is bekend om het feit dat hij een aantal gezantschappen naar Europa stuurde om een bondgenootschap tot stand te brengen tegen de moslims in de Levant. Zijn vrouw was Bulughan (ook Buluqhan Khatun, Bolgana, Bulughan, of "Zibeline"). Zij schonk het leven aan zijn twee zoons Ghazan en Öljeitü, die beiden later op de troon zouden komen en zich zouden bekeren tot de islam.
Arghun liet Öljeitü bij diens geboorte dopen als christen en gaf hem de naam "Nicolaas" naar Paus Nicolaas IV. Volgens de Dominicaanse missionaris Ricoldo of Montecroce was hij "een man die zich overgaf aan het ergste kwaad, maar die desondanks een vriend van de christenen was". Een zuster van Arghun, Oljalh, was getrouwd met de Georgische prins Vakhtang III.

## Regering
Arghun kwam aan de macht door het verslaan en vervolgens terechtstellen van zijn oom, die een onderdrukkend pro-moslim beleid gevoerd had. Zelf was hij een boeddhist en toonde hij grote tolerantie voor alle religies. Zo liet hij toe dat moslims onder de wet van de Koran berecht konden worden. Zijn minister van Financiën, Sa'ad ad dawla, was een jood. Sa'ad was verantwoordelijk voor het weer op orde brengen van de staatszaken van het Il-kanaat, ten dele door het misbruik van Mongoolse militaire leiders aan de kaak te stellen.

## Binnenlandse geschillen
Arghun kreeg te maken met weinig problemen van de kant van zijn mede-Mongolen en zijn bewind was betrekkelijk vredelievend. Hij ondernam een korte veldtocht tegen het Chagatai chanaat in Khorasan en in 1289-1290 was er een geschil rond de Oirat emir Nauruz, die naar Transoxanië moest uitwijken.
In 1290 verdreef hij een inval van de islamitische Gouden Horde onder Tole Buqa in het Kaukasus gebied.

## Betrekkingen met christelijke rijken
Arghun was een van een aantal Mongoolse heersers, die probeerde een Frankisch-Mongoolse alliantie tot stand te brengen met wat nog restte van de Kruisvaarderstaten en de Europese machten die hen steunden. De achtergrond hiervan was dat zij een gemeenschappelijke vijand hadden in het mammelukkenbewind in Egypte. Arghun stuurde verscheidene boodschappers en beloofde zelfs dat als Jeruzalem veroverd werd, hij zich zou laten dopen en de stad aan de christenen zou teruggeven. Zijn ouvertures waren niet erg succesvol. In Europa had het idee van de Kruistochten sterk aan belangstelling ingeboet en de macht van de paus was ook tanende.

### Eerste gezantschap aan het pauselijk hof (1285)
In 1285 stuurde Arghun een gezantschap  met een brief naar paus Honorius IV. De Latijnse vertaling is bewaard gebleven in de bibliotheek van het Vaticaan. Het gezantschap ging vergezeld door de Genuees Tommaso Banchrinus ("de Bankier") de' Anfossi. Arghuns brief vermeldt dat zijn familie banden had met het christendom en stelde een gezamenlijke verovering van de landen van de islam voor.
"Aangezien het land van de moslim, dat wil zeggen Syrië en Egypte tussen ons en u ligt, zullen we het omcirkelen en het verwurgen ("estrengebimus"). We zullen boodschappers sturen met het verzoek een leger naar Egypte te sturen zodat we, met ons aan de ene kant en u aan de andere met goede soldaten het over kunnen nemen. Laat ons door geheime boodschappers weten wanneer u daar de tijd voor gekomen acht. We zullen de Saracenen verdrijven met de hulp van de Heer, de Paus en de Grote Khan." (Uit de brief van 1285 van Arghun aan Honorius IV, Vaticaan)
De gezanten schijnen ook Engeland bezocht te hebben en via Scandinavië weer teruggereisd te zijn. De IJslandse kroniek van Gottskalk vermeldt:
"1286. [...]Komv Tartarar j Noreg og Hugi Nuncius og Fiportungar med herre Alfi" ("Tataren kwamen naar Noorwegen met Hugo Nuncius - de pauselijke tolgaarder Uguccio van Castillione- en mannen van de Vijf Havens met de Heer Alv -Engelse huurlingen in dienst van een Noors edelman-").
De diplomaten bezochten het hof van Eric II Magnusson van Noorwegen in dat jaar.

### Tweede gezantschap naar de koningen Filips en Eduard (1287)

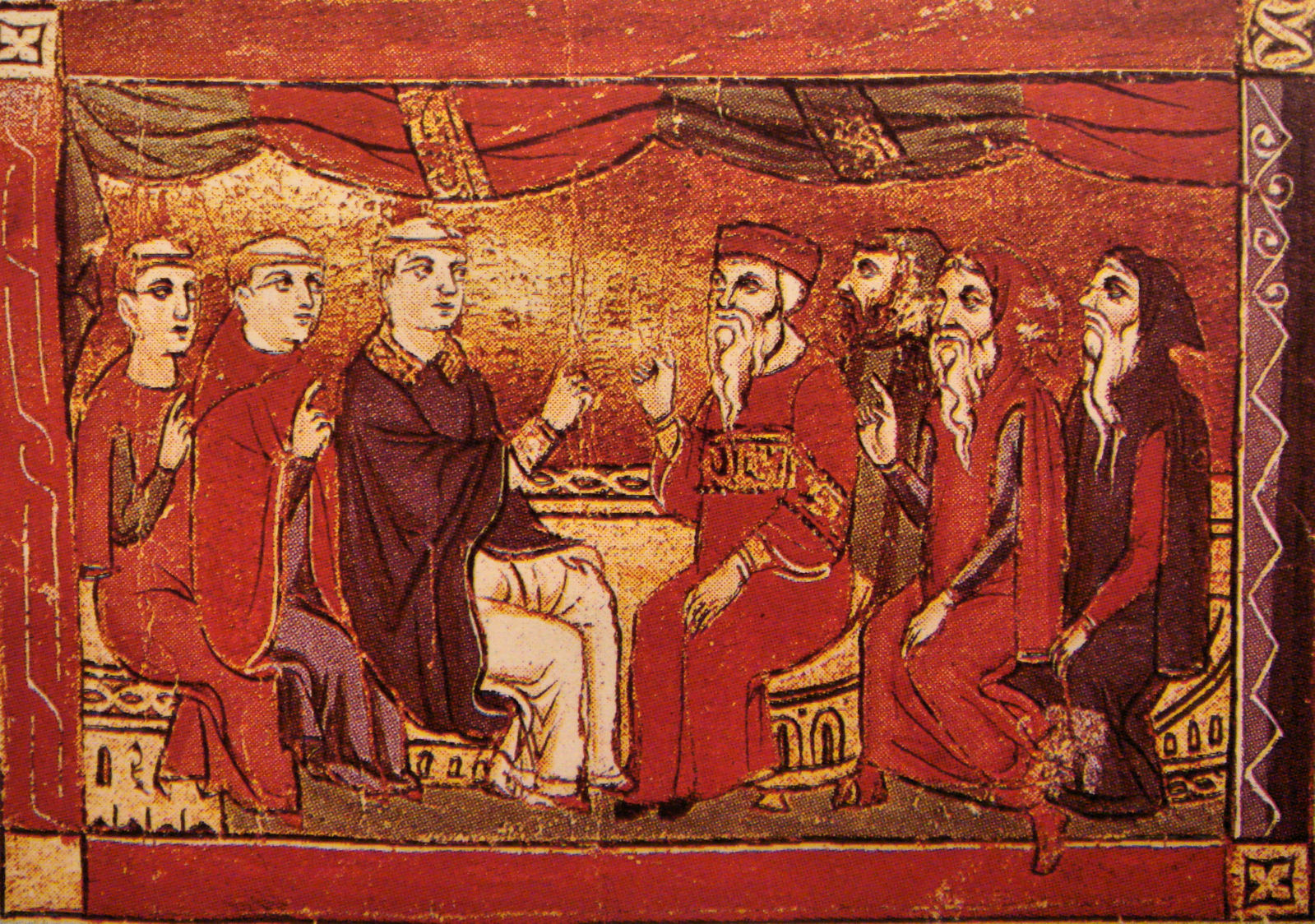
Debat tussen westelijke (links) en oosterse christenen van de Assyrische kerk (rechts) in de 13e eeuw. Miniatuur uit Acre, rond 1290.

Klaarblijkelijk kwam er geen antwoord en daarom stuurde Arghun opnieuw boodschappers in 1287, ditmaal onder leiding van de nestoriaan Rabban Bar Sauma, met hetzelfde doel, het stichten van een bondgenootschap tegen de moslims die de laatste resten van de Kruisvaarderstaten bedreigden met de vernietiging. Het antwoord was positief maar wel vaag. Sauma keerde in 1288 terug met een bemoedigende brief van paus Nicolaas IV, Eduard I van Engeland, en Filips IV van Frankrijk.
Volgens de Syrische Historie van twee nestoriaans-Chinese monniken, Bar Sawma van Khan Balik en Markos van Kawshang, zoals vertaald in het boek van Sir Wallis Budge The Monks of Kublai Khan Emperor of China, schijnt Filips positief te hebben gereageerd en ambassadeur Bar Sauma met geschenken beladen in het gezelschap van een lid van de Franse adel, Gobert de Helleville, naar huis teruggestuurd te hebben.
Gobert de Helleville vertrok op 2 februari 1288 met twee geestelijken Robert de Senlis en Guillaume de Bruyères alsmede de arbaletier Audin de Bourges. Zij voegden zich bij Bar Sauma in Rome en vergezelden hem naar Perzië.

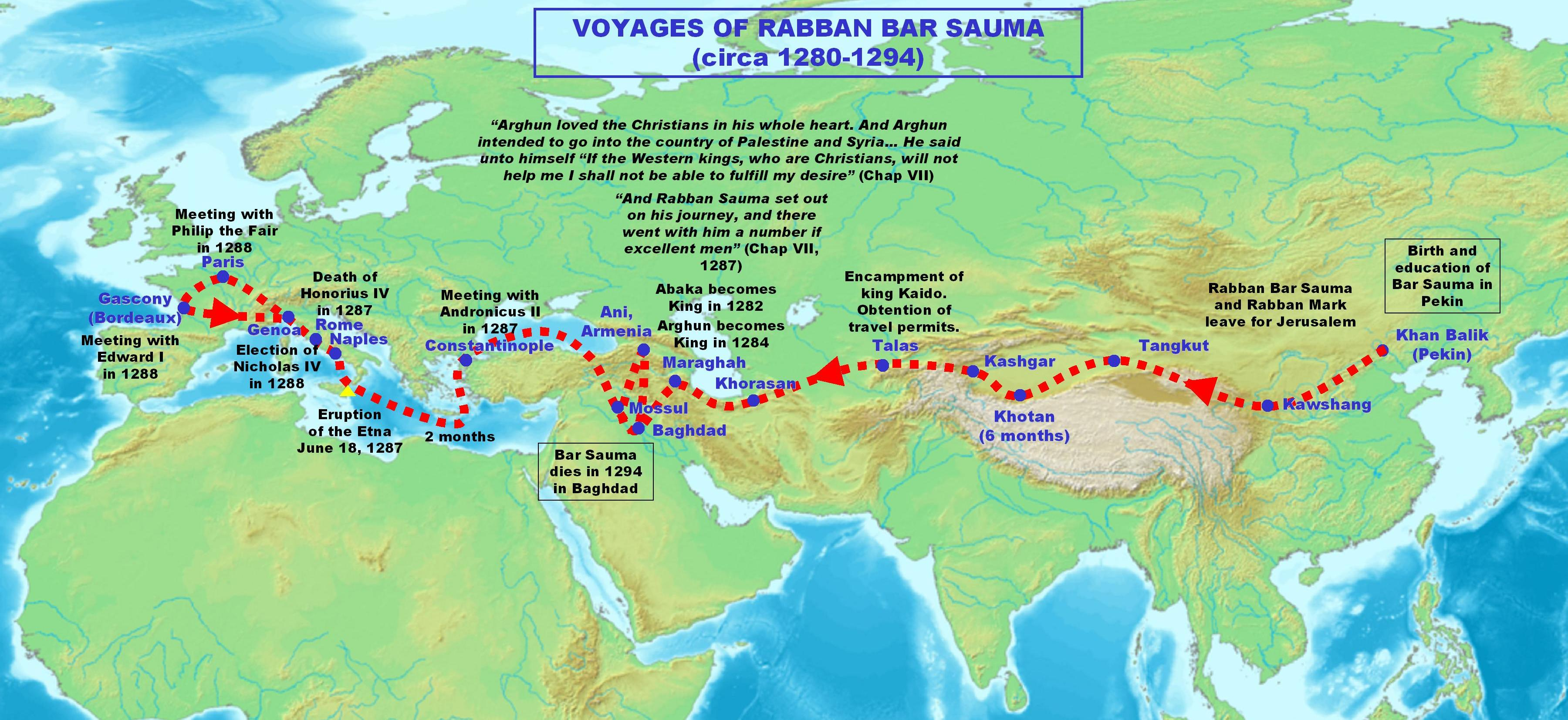
Rabban Bar Sauma reisde van Peking in het oosten tot Rome, Parijs en Bordeaux in het westen en ontmoette de belangrijkste vorsten van zijn tijd, nog voor de terugkeer van Marco Polo uit Azië.

In een van zijn brieven gewaagt Nicolaas IV ook van de rol van de vele 'Franken' -een algemene term voor westerlingen- in dienst van de Il-Chan, onder hen Ugi de Sienne ilduci die diende in de Lijfwacht van de Il-Chan en die een boodschap naar het westen zou brengen.

### Derde gezantschap (1289)
In 1289 stuurde Arghun een derde boodschap naar Europa, nu in de persoon van Buscarel van Gisolfe, een Genuees die zich in Perzië gevestigd had. Het doel was tot een afspraak te komen over de datum van een gezamenlijk optreden. Arghun verklaarde bereid te zijn ten strijde te trekken zodra de Kruisvaarders in Akko aangekomen waren. Buscarel was in Rome tussen 15 juli en 30 september 1289, en in Parijs in november-december 1289. Hij bracht een brief over van Arghun aan Filips IV, die een antwoord was op Filips' eigen schrijven. Arghun beloofde erin de stad Jeruzalem over te zullen dragen en verklaarde dat hij de datum voor de aanval vast wilde leggen op de winter van 1290 tot het voorjaar van 1291:

"Onder de macht van de eeuwige hemel, de boodschap van de grote koning, Arghun, aan de koning van Frankrijk..., zegge: Ik heb het woord dat u gezonden hebt door de boodschappers onder Saymer Sagura (Bar Sauma) aanvaard, dat zegt dat als de krijgers van de Il-Chan Egypte aanvallen. u hen ondersteunen zult. Wij zijn ook bereid onze steun te verlenen door daarheen te gaan aan het einde van de winter van het jaar van de Tijger [1290] -de hemel dienend- en ons in Damascus te vestigen in de vroege lente (van 1291).
Als u -zoals toegezegd- uw krijgers stuurt en -de hemel dienend- Egypte verovert dan zal ik u Jeruzalem geven. Als onze krijgers later aankomen dan overeengekomen zal alles tevergeefs zijn en niemand zal er baat bij hebben. Gelieve mij uw indrukken te willen geven. Ik ben ook bovenmate bereid alle blijken van Franse welstand waarmee u uw boodschappers mee wilt belasten in ontvangst te nemen.
Ik stuur u dit door middel van Myckeril en zeg u: Alles zal door de macht van de hemel en de grootheid van de koningen bekend worden. Deze brief is geschreven op de zesde dag van de vroege zomer van het jaar van de Os in Ho’ndlon." (Uit een brief van Arghun aan Filips IV, 1289, Frans koninklijk archief) 

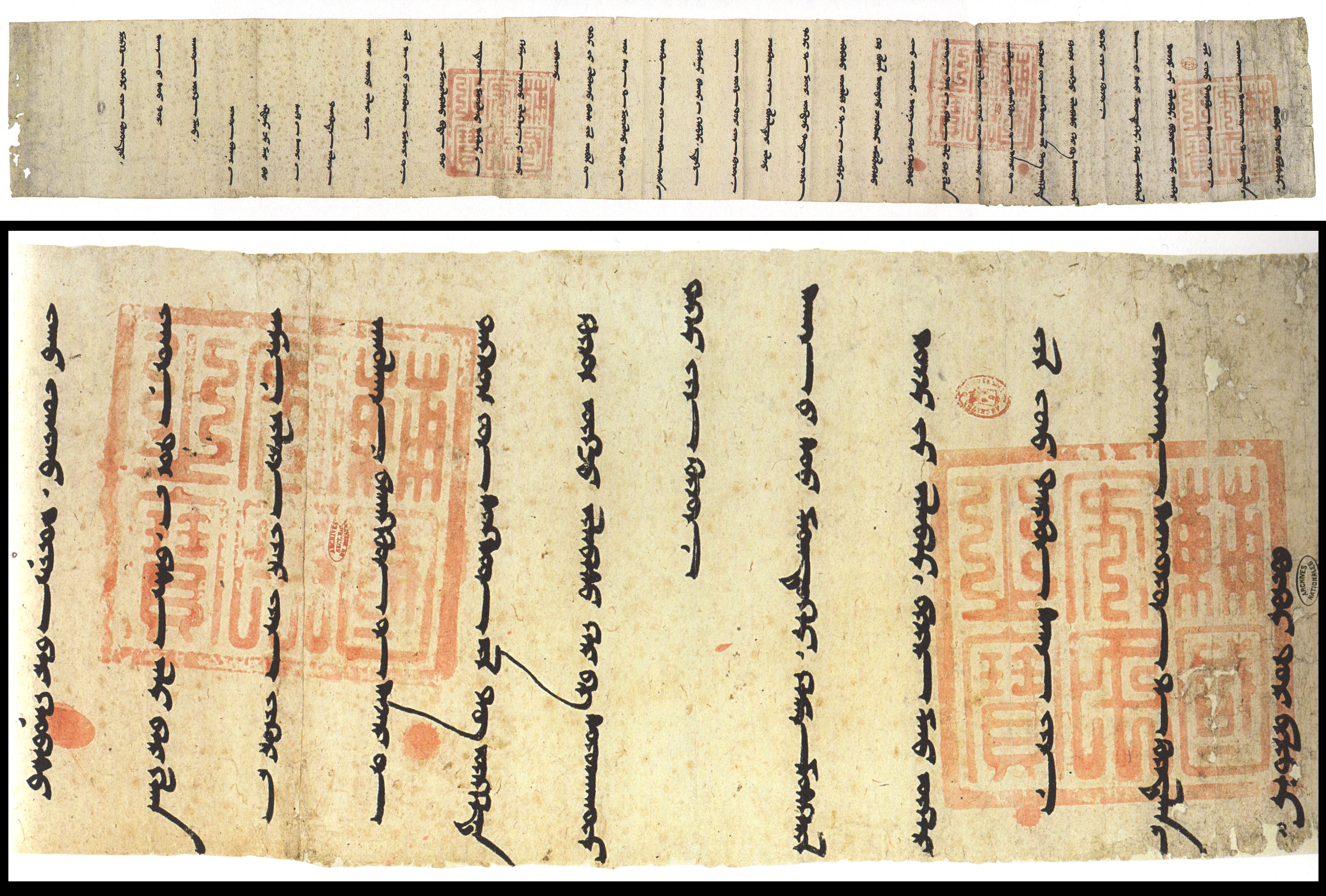
Een deel van de brief van Arghun aan Filips IV in het Uyghur schrift van Sogdië, gedateerd 1289, aan de Franse koning overgebracht door Buscarel van Gisolfe

Buscarello bracht ook een memorandum dat stelde dat de Mongoolse heerser alle nodige voorraden van de Kruisvaarders alsmede 30.000 paarden beschikbaar zou stellen. Buscarel ging vervolgens naar Engeland om Arghuns boodschap aan Eduard I van Engeland te overhandigen. Hij kwam op 5 januari 1290 in Londen aan. Eduards antwoord is bewaard gebleven, het klinkt erg enthousiast maar bleef erg vaag en deed geen specifieke toezeggingen.

### Vierde gezantschap (1290)
Argun stuurde daarop een vierde boodschap naar de Europese hoven in 1290, onder leiding van ene Andreas Zagan in gezelschap van Buscarel van Gisolfe en een christen Sahadin. Van zijn kant stuurde in 1290 de paus de Franciscaan Johannes van Montecorvino naar het hof van de Mongolen in Khanbaliq.

#### De Genuese expeditie naar Bagdad

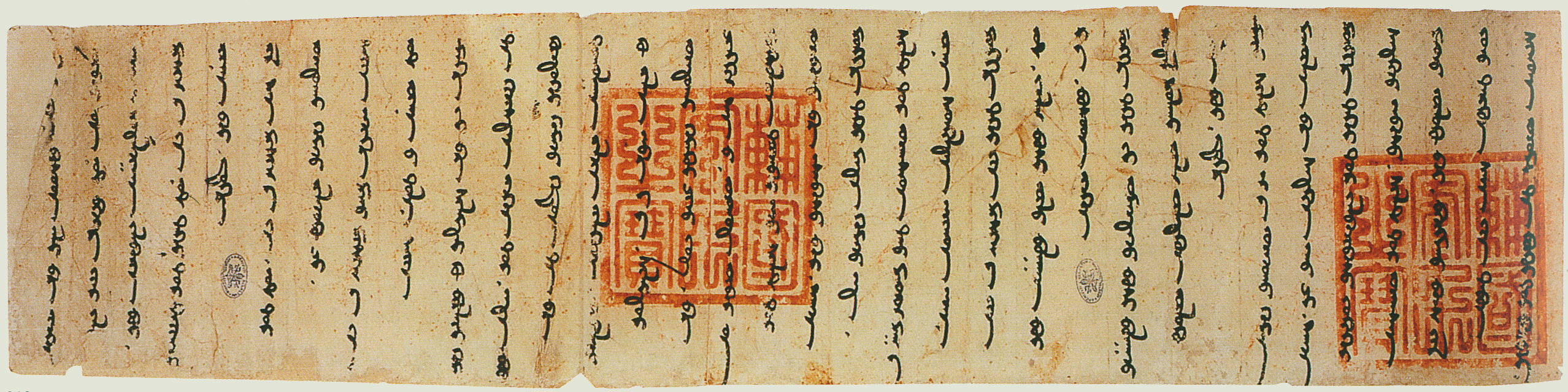
Brief van Arghun aan paus Nicolaas IV, gedateerd "de vijfde dag van de nieuwe maan van de eerste maand van de Zomer van het jaar van de Tijger" (14 mei 1290).

Al deze pogingen tot een gezamenlijk optreden te komen faalden. Het enige concrete resultaat van het diplomatiek overleg was een contingent van 800 scheepstimmerlieden en matrozen die naar Bagdad gestuurd werden samen met een groep arbaletiers. De bedoeling was twee galeien te bouwen en de zeehandel van de mammelukken te belemmeren. Uiteindelijk trokken de Genuezen zich terug van het plan en er brak een onderlinge strijd uit in de haven van Basra aan de Perzische Golf onder de Genuezen.
Onderwijl slaagden de mammelukken er in het laatste bolwerk van de Kruisvaarders op de kust van de Middellandse Zee, Akko, te veroveren in maart 1291, en daarmee werd een deelname van het westen aan enige onderneming een stuk moeilijker. Bovendien overleed Arghun op 7 maart 1291, en werd opgevolgd door zijn broer Gaikhatu.

### Invloed op Europa
In de 13e eeuw was er een golf van belangstelling voor alles wat Mongools was in Europa. Zo werden pasgeborenen in Italië soms naar Mongoolse heersers genoemd, o.a. Arghun genoemd: namen zoals Can Grande ("Grote Kan"), Alaone (Hulagu), Argone (Arghun) of Cassano (Ghazan) worden vaak aangetroffen.

## Marco Polo
Arghun was er de oorzaak van dat Marco Polo in staat was terug te keren naar Venetië na 23 jaar afwezigheid. Na het verlies van zij geliefde vrouw Bolgana (ook: Bulughan, of "Zibeline") vroeg Arghun zijn oudoom en bondgenoot Koeblai Khan om hem een verwante van zijn overleden echtgenote te sturen. Zij heette Kököchin ("Blauwe of Hemelse Dame"). Marco Polo kreeg de taak de prinses veilig over land en zee naar Arghun te brengen. Hij voer daartoe op een Mongools schip door de Indische Oceaan naar Perzië. Arghun stierf echter voor zijn aankomst en Kökötchin trouwde met Arghuns zoon Ghazan.